# Thuile (lokomotiva)

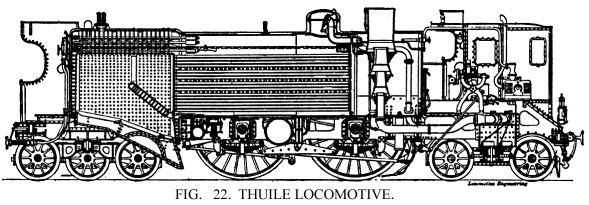
THUILE

Thuile byla francouzská vysokorychlostní lokomotiva představená v Paříži v roce 1900
společností Schneider et Cie z Le Creusot. Pojezd lokomotivy tvořila dvě spřažená dvojkolí, vpředu čtyřnápravový a vzadu šestinápravový běžný podvozek.

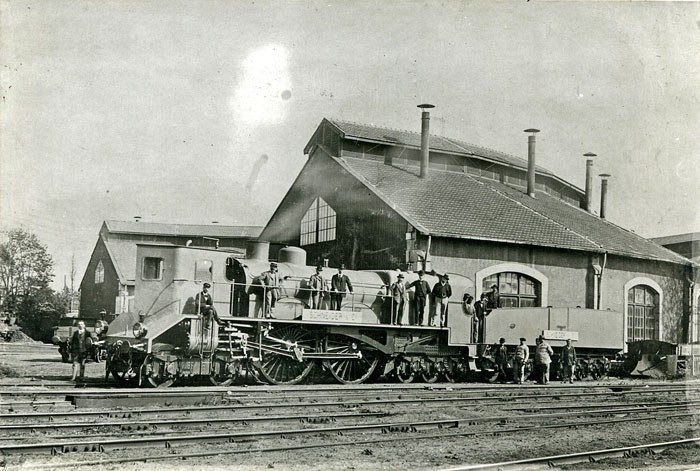
Lokomotiva Thuile v roce 1900

Stroj byl navržen k tažení vlaků o hmotnosti 180 – 200 tun, což odpovídalo čtyřem salonním vozům, rychlostí 75 mil/h a dokázal vyvinout výkon 1800 HP, celková hmotnost lokomotivy byla 165 000 liber, tažná síla byla 15 652 liber.
Zkoušky skončily v červnu 1900, když její autor zahynul (příliš se vyklonil z lokomotivy a srazil se se sloupem).. Větší část lokomotivy byla poté v roce 1904 sešrotována, ale tendr byl ještě v roce 1946 používán jako cisterna